# 泰絲·奧洛夫松
泰絲·奧洛夫松（瑞典語：Tess Olofsson，1988年1月24日—），本姓彼得松（Petersson），是瑞典女子足球裁判及前足球運動員，司職門將。奧洛夫松自2015年開始執法國際足球賽事，她是第一位在瑞典足球超級聯賽執法的女性裁判。

## 早期生活
奧洛夫松在瑞典斯堪尼省馬爾摩成長，她的父母皆為足球教練。奧洛夫松有一個雙胞胎姊妹，兩人曾一起在馬爾摩的克拉山姆體育俱樂部踢足球，後來奧洛夫松入選瑞典國家女子足球隊並擔任門將，而她的姊妹則在瑞典女子足球超級聯賽踢球。

## 職業生涯
奧洛夫松在13歲時第一次執法足球比賽。2015年，她成為國際足協裁判。2018年，奧洛夫松開始在瑞典盃賽事中執法。
2020年10月，奧洛夫松在阿克羅波利斯對陣埃斯基爾斯蒂納競技的瑞典足球超甲級聯賽中執法，她是第一位在該聯賽執法的女性裁判。2022年7月，奧洛夫松首次在歐洲女子足球錦標賽擔任主裁判，她在比利時對陣冰島的分組賽執法。
2023年1月9日，奧洛夫松被列入2023年國際足協女子世界盃的裁判名單；7月22日，在尚比亞對陣日本的分組賽中，尚比亞門將凯瑟琳·穆松达因在禁區前絆倒日本球員植木理子而領到第二張黃牌，奧洛夫松隨即向穆松達出示紅牌並判給日本隊一顆十二碼。同年11月12日，她在天狼星競技對陣北雪平的最後一輪瑞典足球超級聯賽中執法，成為第一位在瑞典頂級男子聯賽執法的女性裁判。
2024年4月，她被選為2024年巴黎奧運足球比賽的主裁判之一。7月24日，奧洛夫松在女子足球比賽加拿大對陣紐西蘭的揭幕戰執法。7月30日，她在男子足球比賽美國對陣幾內亞的第三輪分組賽擔任主裁判。

## 個人生活
2008年左右，奧洛夫松從馬爾摩搬到瑞典北部海里耶達倫生活。她現居北博滕省皮特奧，已婚並育有一子。

## 榮譽
- 瑞典足協年度最佳女子足球裁判：2015[16]、2018[17]、2019[18]、2020[19]、2023[20]

## 外部連結
- 泰絲·奧洛夫松在瑞典足球協會（瑞典文）